# KILLERS WITHIN/キラーズ・ウィズイン
『KILLERS WITHIN/キラーズ・ウィズイン』（原題：Killers Within）は、2018年にアイルランドで公開されたスリラー映画。

## 概要

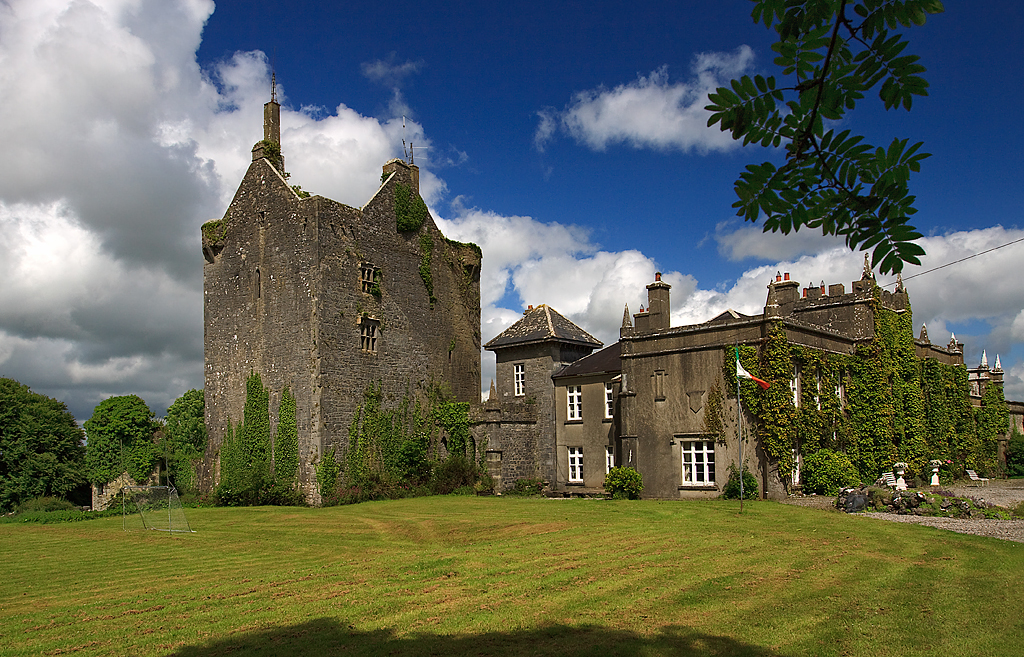
撮影が行われたスプリングフィールド城

息子が誘拐された主人公とその家族が、身代金を稼ぐため銀行のCEO宅へ強盗に押し入るが、CEO家族が爬虫類から進化したレプティリアンであり、人間vsヒト型爬虫類の戦いになるという設定。
アイルランド映画協会（IFI）の、毎年恒例のホラー映画祭で、2018年10月25日から29日までの5日間公開された。
撮影はアイルランド南部のリムリック県にあるスプリングフィールド城で行われた。キャストとスタッフは最初の撮影から10日間、城に宿泊して撮影を行った。

## ストーリー
元警察官のアマンダは息子ケビンと公園で遊んでいた。そこに突然覆面姿の集団が現れ、ケビンが誘拐され身代金60万ユーロを要求されてしまう。アマンダは元警察官で元夫のリック宅に行き、誘拐がリックが摘発に関わった麻薬密売グループの仕業であると怒りをぶちまける。身代金を調達するため、リックは弟のサム、元軍人のジャック、さらにアマンダの兄ネビルを呼び出し、裕福な銀行CEO宅へ強盗に入る計画を立てる。さらにジャックの提案で、CEOへの要求額は600万ユーロと上乗せすることに。
銀行CEOピンダー家は城のような豪邸に住んでおり、CEOフィリップと妻のサラ、娘のクレア、息子カールの4人は夕食中であった。そこに覆面をつけて押し入るアマンダ一派。フィリップはすんなり要求を呑み、銀行に現金を取りに行くことになり、リックも同行する。しかし、ピンダー一家は人の姿形をしたレプティリアンであり、アマンダ一派は次々と襲われて、捕食されていく。一方現金を手にしたリックも、移動中にフィリップの魔の手にかかるが、フィリップはリックを殺さず、少数のレプティリアンが金融・経済を牛耳って人間界を支配していることを告げる。
フィリップが城に戻ると妻と娘が殺されていた。怒ったフィリップは生き残ったアマンダと決闘になる。そこへ戻ったリックが車でフィリップをひき殺す。死に際、フィリップは人間に理解されないレプティリアンの悲劇を口にする。
後日、アマンダとリックは身代金を持って誘拐犯グループと接触、ケビンと身代金を交換する。息子を取り返したアマンダは、帰り際モバイルからメールを送信し、誘拐犯グループを身代金ごと爆破しハッピーエンドを迎える。しかしフィリップの息子カールが生き残っていることが、エンドロール中にて明かされる。（了

## キャスト
アマンダ一派
- アマンダ：スー・ウォルシュ
- リック：ジェフ・ドイル
- ジャック：ジョニー・エリオット
- サム：サム・ルーカス・スミス
- ネビル：パトリック・マーフィー
- ケビン：コーマック・メリア

ピンダー家（レプティリアン）
- フィリップ：アンドリュー・マーレイ
- サラ：シニード・オリオーダン
- クレア：シアーシャ・ロング
- カール：トム・ノートン